# Кодинцівка
Кодинцівка — річка в Україні у Одеському районі Одеської області. Ліва притока річки Малого Аджалика (басейн Чорного моря).

## Опис
Довжина річки 14 км, похил річки 4,3 м/км, площа басейну водозбору 97,1 км², найкоротша відстань між витоком і гирлом — 12,40 км, коефіцієнт звивистості річки — 1,13. Формується декількома струмками та загатами. На деяких ділянках річка пересихає.

## Розташування
Бере початок у селі Нове Селище. Тече переважно на південний захід через село Зоринове та селище Доброслав і у селі Степанівка впадає в річку Малий Аджалик.

## Цікаві факти
- На лівому березі річки пролягає автошлях Р55[4] (автомобільний шлях територіального значення в Одеській та Миколаївській областях. Проходить територією Березівського, Одеського, Веселинівського, Вознесенського, Єланецького та Новобузького районів через Одесу — Доброслав — Веселинове — Вознесенськ — Єланець — Новий Буг. Загальна довжина — 205,8 км).
- На річці існують водокачки, газгольдери та газові свердловини[2].